# St. Benedikt (Jestetten)

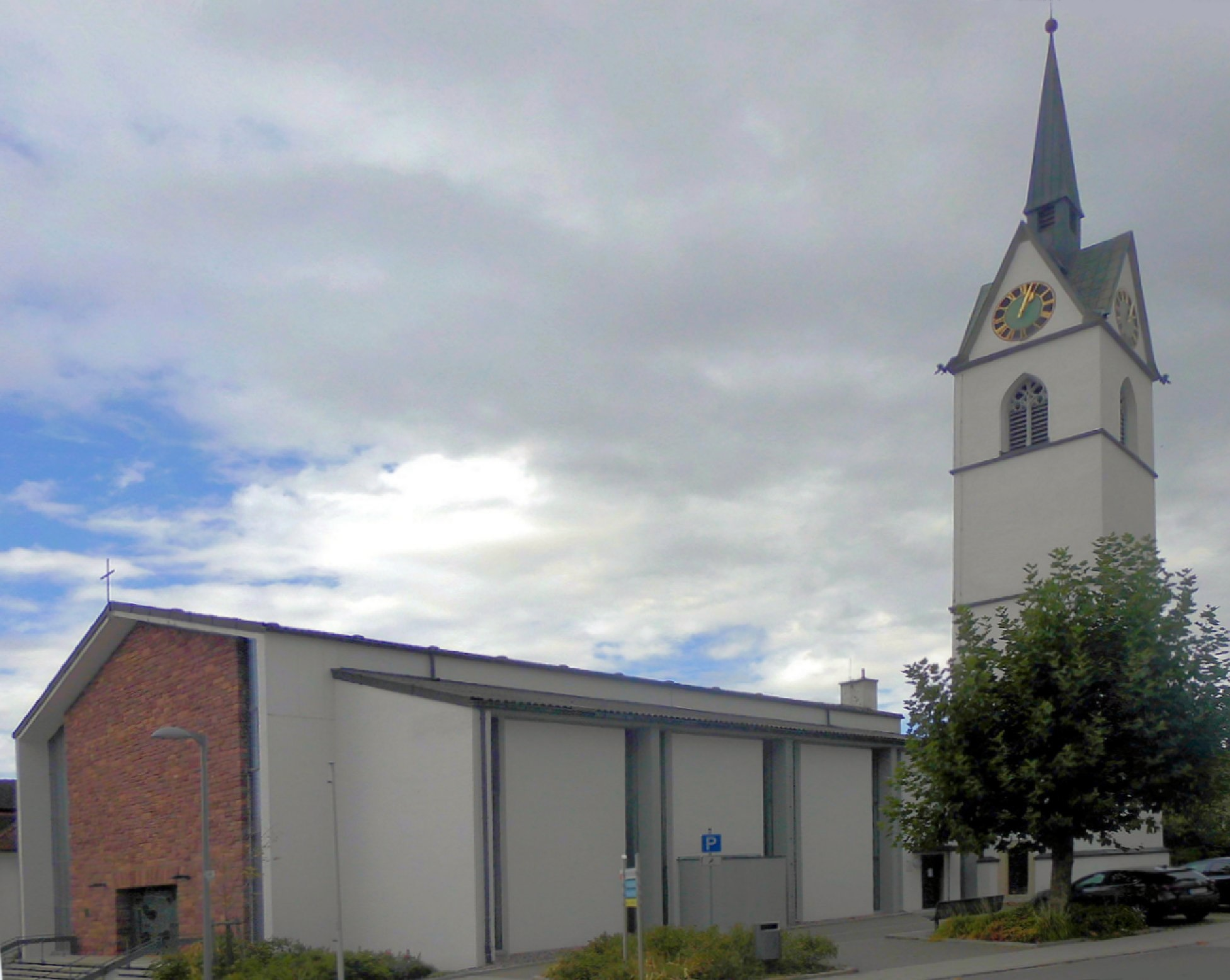
St. Benedikt in Jestetten

St. Benedikt ist eine römisch-katholische Pfarrkirche in Jestetten, einer Gemeinde im Landkreis Waldshut in Baden-Württemberg. Die Kirchengemeinde gehört zum Erzbistum Freiburg. Das Bauwerk ist beim Landesamt für Denkmalpflege Baden-Württemberg als Baudenkmal eingetragen.

## Geschichte
Der Ort Jestetten liegt unmittelbar an der Schweizer Grenze, etwa 3 km vom ehemaligen, einflussreichen Benediktinerkloster Rheinau entfernt. Das Kloster wurde um das Jahr 700 auf der Klosterinsel gegründet, wuchs schnell an Bedeutung und hatte im frühen Mittelalter überregionalen Einfluss. In einer Schenkungsurkunde aus dem Jahr 870 vom König Ludwig dem Deutschen  ist sowohl die Ortschaft als auch eine Kirche in Jestetten erwähnt.
Dass die katholische Pfarrei von Jestetten alt und ausgedehnt war, ergibt sich aus der Schaffhauser Rüger Chronik: „Auch der Flecken Nüwenhausen (heute Neuhausen a. Rh.) gehörte zur Pfarrei Jestetten“. Das Kloster übte bis in das Jahr 1811 Patronatsrechte aus. Trotzdem war die Pfarrstelle von weltlichen Pfarrern besetzt und nicht von Patres. Die Liste der namentlich bekannten Ortspfarrer beginnt bei Peter Jestetter (1290 n. Ch.) und reicht fast lückenlos bis zum heutigen Pfarrer Richard Dressel, Nr. 39 in der Reihenfolge der Ortspfarrer.
Die Ersterwähnung eines Kirchengebäudes stammt aus dem Jahr 875. Genaueres zu diesem frühen Gebäude ist nicht bekannt. Beim Neubau der heutigen Kirche (1961) legten Archäologen Grundmauern einer frühen Kirche (Kirche I) frei. Abt Bonaventura errichtete 1540 den heutigen Kirchturm. Der Turm wurde mit Sakristei und Grafenstube an das damals bestehende Langhaus der Kirche I angebaut und steht damit seit nahezu 500 Jahren an diesem Platz. Im Jahr 1624 erfolgte ein Teilabriss der Kirche I und Neubau eines gotischen Langhauses (Kirche II). Der vorhandene Turm blieb stehen, die Kirche II daran angebaut, der Innenraum wurde später im Barockstil umgestaltet. Die Kirchenfenster mit Glasmalereien wurden erst 1909 eingebaut. Eine große umfangreiche Renovation stand 1959 an, außerdem gab es Pläne zur Vergrößerung dieser Kirche II. So kam es dann zu einer umstrittenen Entscheidung: Abriss der alten barocken Kirche (Kirche II) im Jahr 1961 und Neubau der heutigen (Kirche III). Der Kirchturm von 1540 blieb erhalten, ebenso die kostbaren barocken Altäre sowie verschiedene historische Ausstattungsstücke.
Am 5. August 1962 fand die erste Messe in der neu erbauten Kirche statt. Mit dem Bau der neuen Kirche erhielt die katholische Kirchengemeinde im Untergeschoss zusätzlich einen Gemeindesaal.
Ab 1. Januar 2025 gehört sie zur neuen Kirchengemeinde „An der Wutach“ mit Sitz in Waldshut-Tiengen Maria Himmelfahrt.

## Patrozinium
Der Patron der Kirche I war der hl. Benedikt, zu dem später (13. Jh.) Mariä Himmelfahrt hinzukam. Ein Hinweis befindet sich auf einer alten Kirchenglocke. Die Kirche II und die heutige Kirche III ist ebenfalls dem hl. Benedikt geweiht. Der Gedenktag des hl. Benedikt, das Patrozinium, ist offiziell am 11. Juli und wird meist am darauffolgenden Sonntag begangen.

## Architektur
Das Langhaus der Saalkirche wurde 1962 in Form einer Hallenkirche gebaut. Der 1540 gebaute Kirchturm steht an der Nord-Ost-Seite des Langhauses. Er wurde später mit einem Geschoss aufgestockt, das den Glockenstuhl beherbergt, in dem vier Kirchenglocken hängen.
Die Giebel des Kirchturms, zwischen denen sich ein Dachreiter erhebt, sind mit den Zifferblättern der Turmuhr belegt. Die Kirchenausstattung, dazu zählt der Hochaltar von 1629, ferner ein 1550 gebautes Sakramentshaus und von Johann Josef Auer gestaltete Statuen, wurden vom Vorgängerbau übernommen. Ein Rosenkranzbild hat Johannes Brandenberg, Karl Borromäus hat Johann Anton Morath gemalt. Die Orgel wurde 1986 von Mönch & Prachtel gebaut.

## Ausstattung
Die aktuelle Kirche von 1962 (Kirche III) ist ein neuzeitlicher, sachlicher Bau, in dessen Innengestaltung die drei großen Barockaltäre dominieren. Die Übernahme von den künstlerisch wertvollen Altären sowie weiteren Innenausstattungen war Gegenstand langer Diskussionen bei der Planung. So entstand durch Kompromisse ein ungewöhnlicher, aber interessanter Stilmix.
Der zentrale barocke Hauptaltar (Baujahr 1629) zeigt das Wappen der Stifter, die Grafen von Sulz. Das Altarblatt soll ein Teil der Mitglieder der sulzischen Familie in naturgetreuer Abbildung zeigen. Die beiden lebensgroßen Statuen: links der hl. Benedikt, Schutzpatron der Kirche, und rechts der hl. Fintan. Letzterer lebte und wirkte in den Jahren 803–878 im Kloster Rheinau.
Die beiden Seitenaltäre im barocken Stil aus dem Jahr 1721 kamen etwa 100 Jahre später dazu: links der Rosenkranzaltar, rechts der Gemeinde- oder Sebastiansaltar. Die in Jestetten sehr bedeutende Rosenkranzbruderschaft stiftete den Rosenkranz-Seitenaltar. 
Der rechte Seitenaltar wurde vom Kloster Rheinau sowie von Spendern aus der Kirchengemeinde Jestetten finanziert.
Das Altarblatt des rechten Seitenaltars stellt den hl. Nepomuk dar. Er sowie der Hl. Jost (Turmwand) wurden im 18. Jh. sehr verehrt: Nepomuk als Brückenheiliger (Rheinauer Brücke, Schweizer Seite) und Jost als Schutzpatron gegen Viehseuchen.
Die vier Statuen an den Seitenaltären entstanden bereits vor der Errichtung der Altäre. Der Jestetter Bildhauer Josef Auer (1666 bis 1739) schuf diese besonderen Statuen. Sie zeigen den hl. Johannes den Täufer, den hl. Josef, die hl. Mutter Anna und den hl. Sebastian.
Ein historisches Kunstwerk ist das Sakramentshäuschen im hinteren Teil der Kirche: ein bedeutendes, in dieser Art äußerst seltenes Sakramentshaus in reinen Renaissanceformen. Das noch gut erhaltene Kunstwerk wurde um 1500 erschaffen und stammt vermutlich aus der Kirche I.
Aus der Kirche II kommt der Taufstein (1766), eine Wappenplatte (Abt v.Bernhausen) sowie die Statue des hl. Jost (Jodokus) gestiftet 1670 anlässlich einer Viehseuche.
Ein besonderes Denkmal ist eine Grabplatte (Epitaph) der adligen Familie von Greuth. Das Adelsgeschlecht lebte im unteren Schloss in Jestetten. Das Epitaph wurde wissenschaftlich ausgewertet: Es gibt umfangreiche Dokumentationen darüber.
Der Kreuzweg, erstellt 1933 vom Jestetter Bildhauer Siegfried Fricker (1907–1976) an der Südwand, ist aus Birnbaum gefertigt und hing bereits in der Kirche II.
Mit dem Bau der heutigen Kirche III sind durch den Metallbildhauer Josef Henger aus Ravensburg zwei Kunstwerke entstanden: das große durchgehende Portalrelief (Hauptportal) mit der Darstellung des himmlischen Jerusalem und der Taufsteindeckel, der dem alten Taufstein von 1766 aufgesetzt ist.

## Glocken
Auf dem Kirchturm von 1540 befinden sich aktuell vier Kirchenglocken aus Bronze. Die große Glocke (Marienglocke) wurde 1639 gegossen. Drei weiteren Glocken sind zum Teil Nachfahren von früheren, eingeschmolzenen Glocken.
Im Jahr 1639, also 15 Jahre nach dem Bau der Kirche II, wurde ein dreistimmiges Glockengeläut angeschafft. Von diesem ursprünglichen Geläut ist die große Marienglocke noch heute vorhanden. Im 18. Jahrhundert wurde das Geläut auf vier Glocken und 1909 auf fünf Glocken erweitert. Seit 1949 sind vier Glocken auf dem Turm der katholischen Pfarrkirche.

### Die Marienglocke (große Glocke)
Ton: e‘-9; Gewicht 835 kg; Durchmesser 1115 mm; Gussjahr 1639
Eine Inschrift auf der Glocke nennt den Glockengießer (Honoré les Rossier, Claude les Rossier und Jean de Norge) und das Entstehungsjahr (1639). Glockengießerfamilie Roszier/Rossier aus Lothringen waren wandernde Glockengießer, da zu dieser Zeit große Glocken kaum transportiert werden konnten. Sie stellten vor Ort Glocken her. Begünstigt durch die umfangreichen Lehm- und Bohnerzvorkommen in Jestetten konnte höchstwahrscheinlich ein Brennofen errichtet und die Glocke vor Ort gegossen werden. Somit könnte es sich um eine echte Jestetter Glocke aus der Zeit des Dreißigjährigen Krieges handeln.
Diese Glocke ist historisch so wertvoll, dass sie schon früh unter Denkmalschutz stand und weder im Ersten Weltkrieg noch im Zweiten Weltkrieg eingezogen wurde. Ein Gutachten von 1917 bezeichnet diese Glocke als Glanzschöpfung des Glockengiessers Rociers.

### Die Benedikt Glocke (Mittagsglocke)
Ton: g‘+2; Gewicht 500 kg; Durchmesser 1040 mm; Gussjahr 1949
Im Ersten als auch im Zweiten Weltkrieg wurde diese Glocke eingeschmolzen und nach den Kriegen wiederhergestellt. Reliefs, Inschriften, Tonlage waren gut dokumentiert.
Neben dem Relief des hl. Benedikt gibt es eine Inschrift:
Mit St. Johann und der Kinderglock hatt ich gesungen,
bis wiederum Waffenlärm zu uns gedrungen.
Zum zweiten Mal warf man uns vom Turm, schmolz uns zu Granaten,
wir mussten sterben mit Millionen Soldaten.
Aus armem Metall schuf uns wieder Zeit voller Not,
dass nie mehr uns hole Krieg und Tod.

### Die Johannesglocke (Endglocke)
Ton: a‘+2; Gewicht 350 kg; Durchmesser 910 mm; Gussjahr 1949
Die Glocke mit dem Ton a wurde dreimal nachgegossen. 1827, 1923 und 1949. Die Inschrift lautet: St.Johann werde ich genannt, Lebende ruf ich, Tote bewein ich. Heute noch wird diese Glocke als Sterbeglocke genutzt.

### Die Heilandglocke (Taufglocke)
Ton: h‘+2; Gewicht 250 kg; Durchmesser 800 mm; Gussjahr 1949
Diese kleine Glocke stammt ursprünglich aus dem ersten Geläut 1939. Sie wurde 1729 und 1877 umgegossen und ersetzt. Gestiftet vom Ortspfarrer Rieger als Kinderglocke, Erstguss bei der Glockengießerei Schalch in Schaffhausen. Die Glocke überlebte den Ersten Weltkrieg, wurde aber 1941 eingezogen, eingeschmolzen und 1949 wieder neu hergestellt.
Die Bronzeglocken von St. Benedikt zeichnen sich durch eine harmonische Stimmung aus und wurden bei einer Radiosendung des Südwestfunks (Morgenläuten) im Jahr 2004 beschrieben, gewürdigt und als außergewöhnlich stimmig bezeichnet. Im März 2018 Aufnahme des Geläutes der katholischen Kirche St. Benedikt in den deutschen Glockenatlas und dort als Tondatei im Internet abrufbar.